# Düsseldorfer Straße 114 (Mönchengladbach)

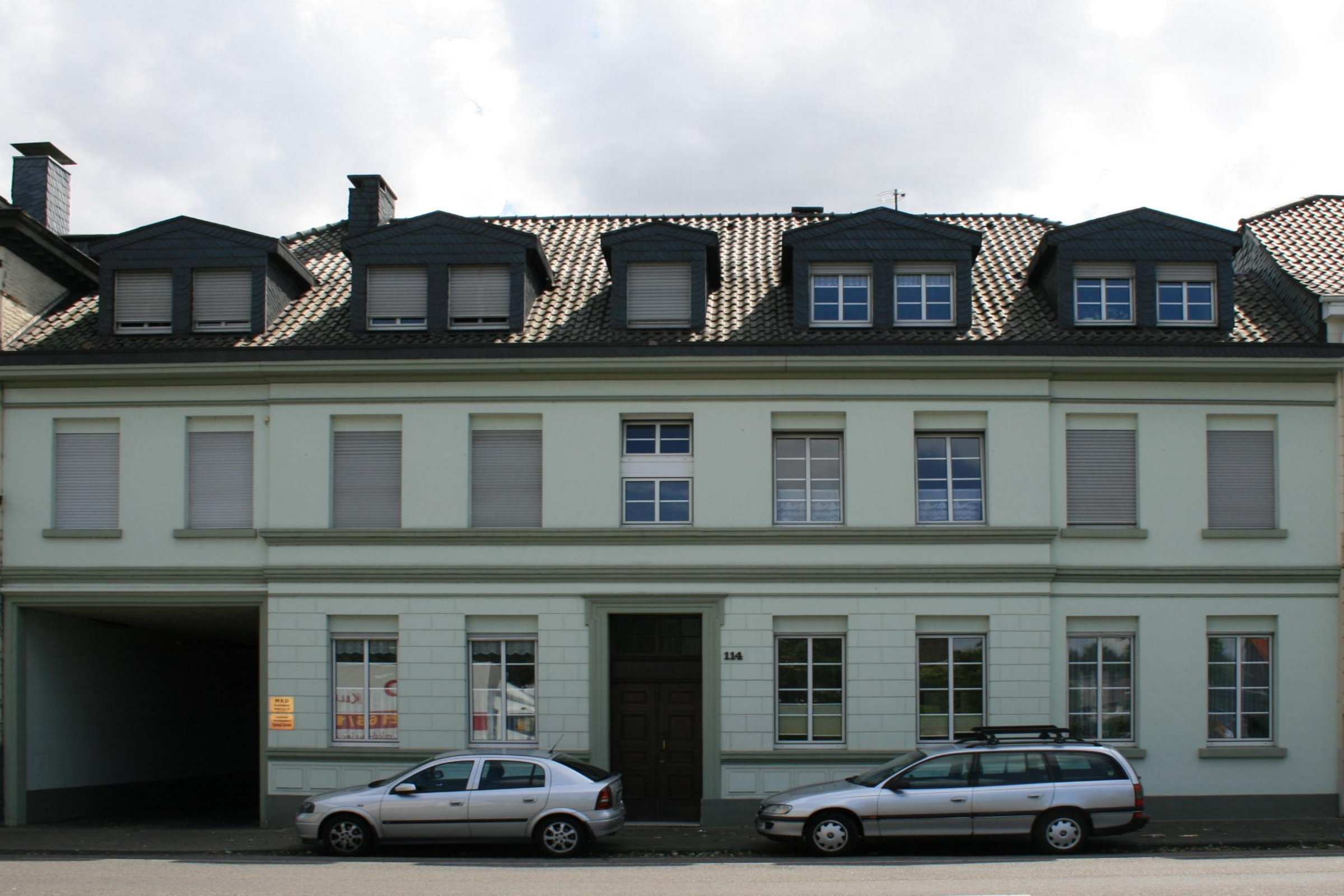
Wohnhaus (2010)

Das Wohnhaus Düsseldorfer Straße 114 steht im Stadtteil Rheydt in Mönchengladbach (Nordrhein-Westfalen).
Das Haus wurde in der Mitte des 19. Jahrhunderts erbaut. Es ist unter Nr. D 004 am 4. Dezember 1984 in die Denkmalliste der Stadt Mönchengladbach eingetragen worden.

## Architektur
An einer dreiecksförmigen, begrünten Platzbildung der Düsseldorfer Straße besteht eine Baugruppe des Klassizismus/Historismus. Sie besteht aus den Fassaden der Gebäude Nr. 118, 114, 108 und 110. Sämtliche Gebäude haben entweder Krüppelwalmdächer oder so wie Nr. 118 ein Walmdach, was darauf schließen lässt, dass ursprünglich in der Siedlungsgeschichte einzelne, freistehende Lagen ursprünglich angestrebt waren.
Bei Haus Nr. 114 ist lediglich die Fassade der Düsseldorfer Straße unter Denkmalschutz gestellt, weil sämtliche dahinterliegenden Bereiche abgebrochen und neu aufgebaut worden sind. Das Haus stammt etwa aus der Mitte des 19. Jahrhunderts. Die Fassade ist durch ein kräftiges Mittelteil dominant bestimmt sowie durch rechts- und linksseitlichen risalitartig zurückversetzte Anbauten flankiert.